# Congomierenpikker
De congomierenpikker (Parmoptila jamesoni) is een zangvogel uit de familie Estrildidae (prachtvinken).

## Verspreiding en leefgebied
Deze soort komt voor van oostelijk Congo-Brazzaville en noordelijk Congo-Kinshasa tot westelijk Oeganda en westelijk Tanzania.